# Невдачі Бастера Кітона
Невдачі Бастера Кітона (англ. The Misadventures of Buster Keaton) — американська кінокомедія режисера Артура Хілтона 1950 року.

## Сюжет
Бастер працює в магазині спортивних товарів і одночасно грає в театрі, постійно потрапляючи в комічні ситуації.

## У ролях
- Бастер Кітон — Бастер
- Гарольд Гудвін
- Елінор Кітон